# Сен-Валери-ан-Ко
Сен-Валери-ан-Ко (фр. Saint-Valery-en-Caux) — город на севере Франции, регион Нормандия, департамент Приморская Сена, округ Дьеп, центр одноименного кантона. Расположен в 32 км к западу от Дьепа на побережье Ла-Манша, в 10 км от АЭС Палюэль. 
Население (2014) — 4 230 человек.

## История
В VI веке на месте нынешнего города был построен монастырь в честь Святого Вальрика (фр.). Сен-Валери впервые упомянут в 990 году в грамоте нормандского герцога Ричарда I в качестве его дара аббатству Фекан. Процветающий рыболовецкий порт в XIII-XVII веках, он затем проиграл в конкуренции с Феканом.
В настоящее время в основном туристический центр; в городе имеются казино и аквапарк.

## Достопримечательности
- Церковь Нотр-Дам XVI века

## Экономика
Структура занятости населения:
- сельское хозяйство — 3,0 %
- промышленность — 17,5 %
- строительство — 6,7 %
- торговля, транспорт и сфера услуг — 36,8 %
- государственные и муниципальные службы — 36,0 %

Уровень безработицы (2017) — 17,5 % (Франция в целом —  13,4 %, департамент Приморская Сена — 15,3 %). 

Среднегодовой доход на 1 человека, евро (2018) — 20 590 (Франция в целом — 21 730, департамент Приморская Сена — 21 140).

## Демография
Динамика численности населения, чел.

## Администрация
Пост мэра Сен-Валери-ан-Ко с 2020 года занимает Жан-Франсуа Уври (Jean-François Ouvry). На муниципальных выборах 2020 года возглавляемый им правый список победил в 1-м туре, получив 51,75 % голосов.
| Период | Период | Фамилия          | Партия                               | Примечания                                                                                          |
| ------ | ------ | ---------------- | ------------------------------------ | --------------------------------------------------------------------------------------------------- |
| 1959   | 2001   | Жак Кутюр        | Союз за французскую демократию       | врач, член Генерального совета департамента, член Регионального совета Верхней Нормандии            |
| 2001   | 2014   | Жерар Може       | Разные правые                        | инженер компании EDF                                                                                |
| 2014   | 2020   | Доминик Шовель   | Социалистическая партия Разные левые | инструктор, вице-президент Генерального совета департамента, депутат Национального собрания Франции |
| 2020   |        | Жан-Франсуа Уври | Разные правые                        | |

## Города-побратимы
- Зонтхайм-на-Бренце, Германия
- Инвернесс, Шотландия

## Знаменитые уроженцы
- Адриен-Виктор Оже (1787-1854), художник и гравёр

## Галерея

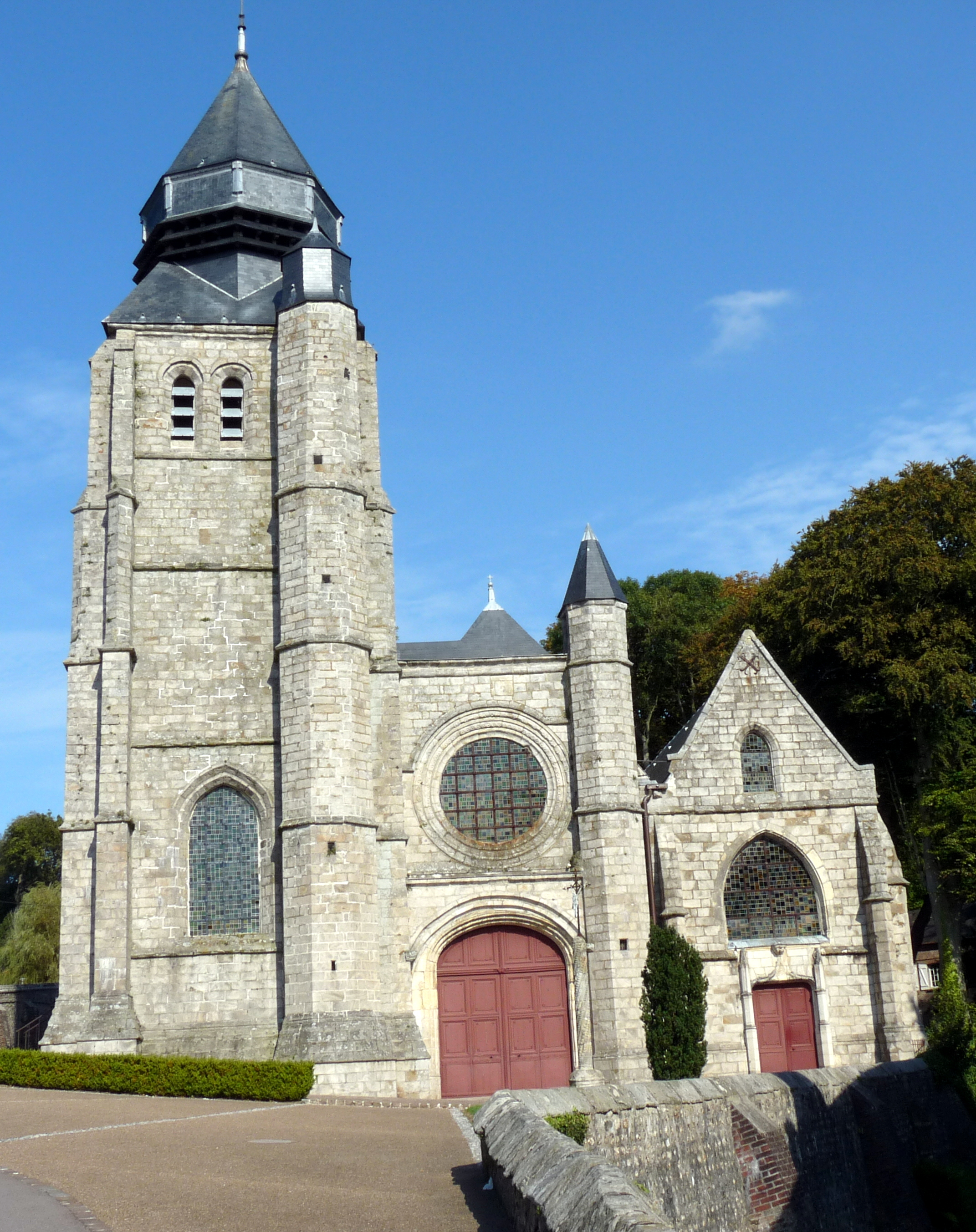
Церковь Нотр-Дам
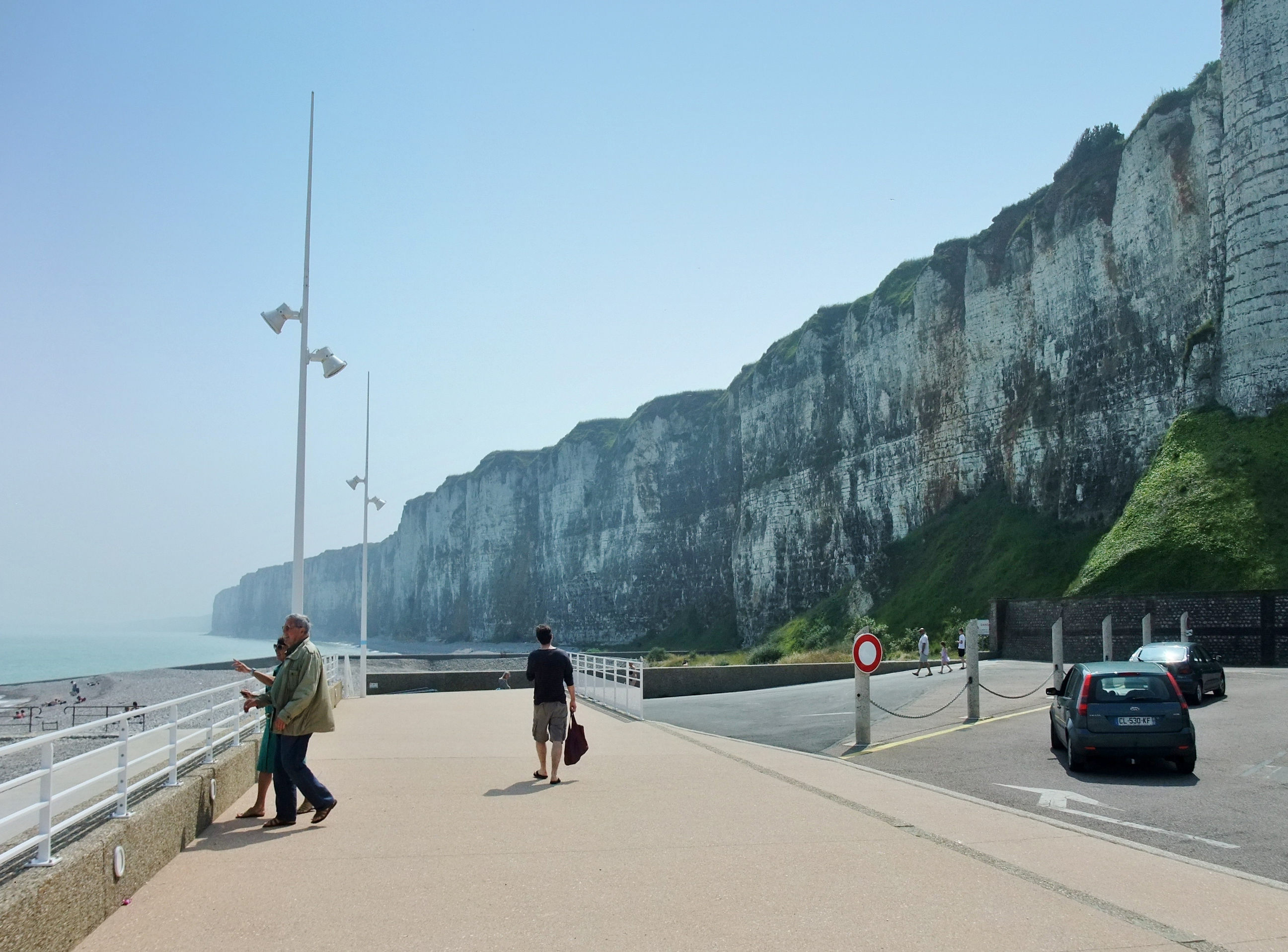
Морское побережье

1. 1 2  база данных о французских коммунах — Национальный географический институт Франции, 2015.